# 蘇澳晉安宮
24°35′45″N 121°51′02″E / 24.595777°N 121.850578°E
蘇澳晉安宮，俗稱張公廟，是位於臺灣宜蘭縣蘇澳鎮蘇北里的法主公廟，為宜蘭縣定古蹟。

## 歷史

### 創建
蘇澳晉安宮位於蘇澳鎮市中心，近蘇澳車站。根廟方記載，1827年（道光七年），蘇士尾、張光明等建祠奉祀，以鎮壓蠻荒瘴癘。廟方仍保留有一幅寫著開墾先賢姓名的藍染布。廟的捐題碑記已成為右廂臺階石。

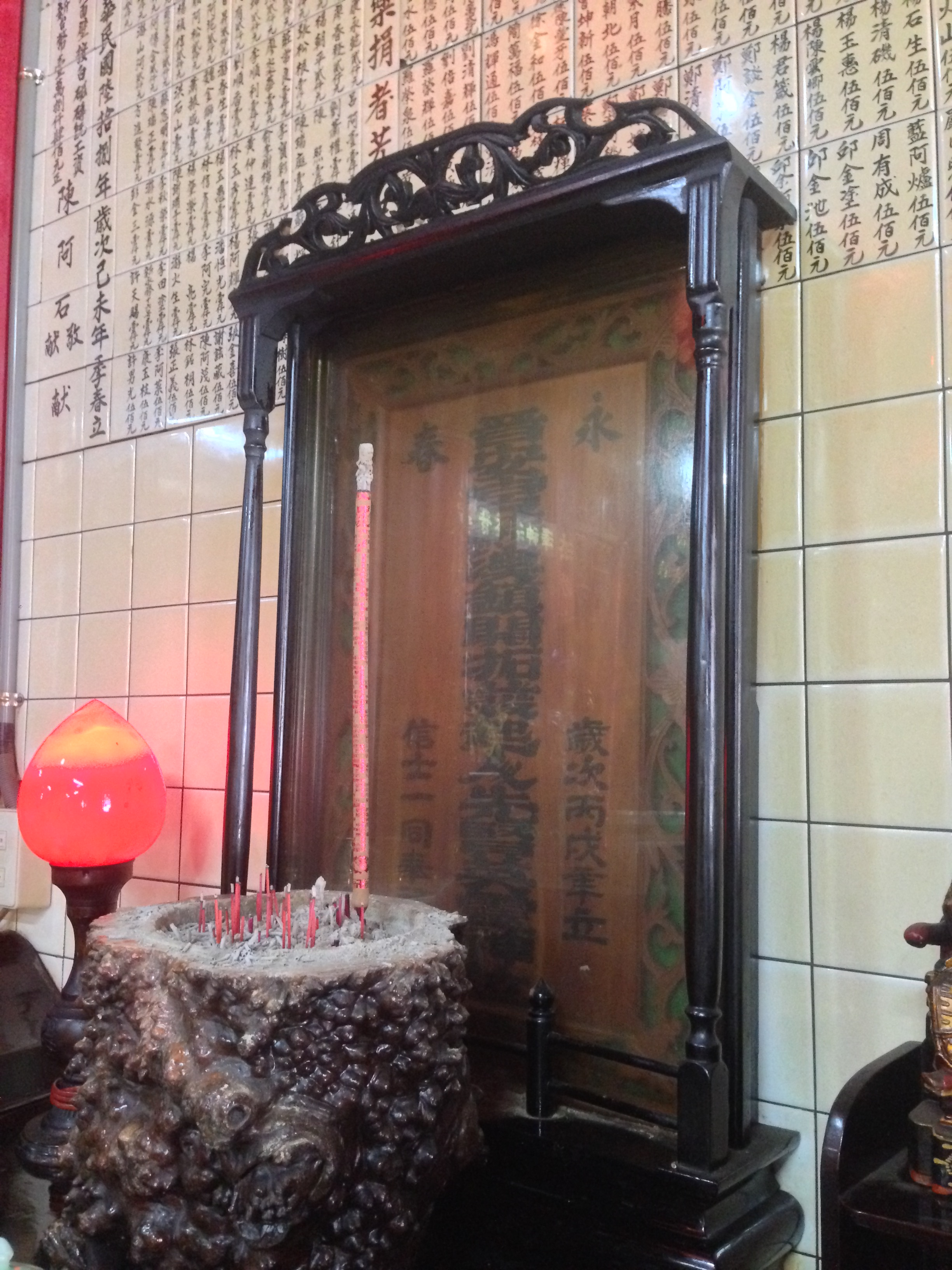
開拓發起人先賢英靈神位

### 義學及古道
1872年（同治十一年）遷建現址，二年後提督羅大春駐紮蘇澳，在廟旁興建義學。當時他捐資洋銀五百圓，興建瓦屋草舍五間作為授課學堂，是蘇澳鎮興學之始，後庄民立羅提督興學碑於廟前。後來義學又成為台澎兵備道兼提督的屯營講武之所。1900年11月，利澤簡公學校蘇澳分校，在俗稱「張公廟」的此廟創立，後遷至蘇澳火車站，最後才遷到中山路現址。
原先放於七星嶺冷泉溪畔的羅提督里程碑也置於此廟。
該碑文寫「自蘇澳至東澳二十里，自東澳至大南澳三十里，自大南澳至大濁水三十里，自大濁水至大清水二十五里，自大清水至新城四十五里，自新城至花蓮北岸五十里，以上自蘇澳至花蓮港岸計程二百里，同治十三年陽月，福建陸路提督黔中羅大春勒石。」

### 周邊拆遷
1975年廟宇重建後，成單殿三開間，仍保留1925年陳銀生的作品，清治與大正年間重修石柱單殿三開間、蘇澳神社石燈籠、蘇澳西本願寺的古鐘與缽等。
昔日不少攤販承租晉安宮兩側土地，形成蘇澳的舊市場，後來市場遷移到蘇澳鎮的中原市場，晉安宮旁僅剩舊房舍。2000年，廟方透過蘇澳鎮公所，和附近十七間房舍的承租人協調，以每坪補助新台幣四萬元，和未來新建商場讓承租人優先進場營業的條件下，達成拆除協議。興建商場和新大樓工程分為兩期，第一期先拆除左邊九間房舍，清出土地一百坪，興建兩層樓的建物，一樓為新的商場，二樓為香客大樓，並設有鐘鼓樓，總經費約一千餘萬元。
2000年底，廟方擴建廣場，採用人工遷移方式將金亭移動二十五公尺，避免拆除來保住原味景點。張公廟管理委員會主任委員石茂雄表示，廟四周土地被攤販、住家占據多年，日前花了三百多萬元，和業者、居民協商拆除地上物，使原本狹小的廟地廣場得以擴大一倍，現有二百多坪。

### 納為古蹟
2020年12月5日，宜蘭縣文化資產審議會審議通過為古蹟。次年1月30日晚舉行舉辦揭牌儀式，宜蘭縣長林姿妙等參加。

## 石獅

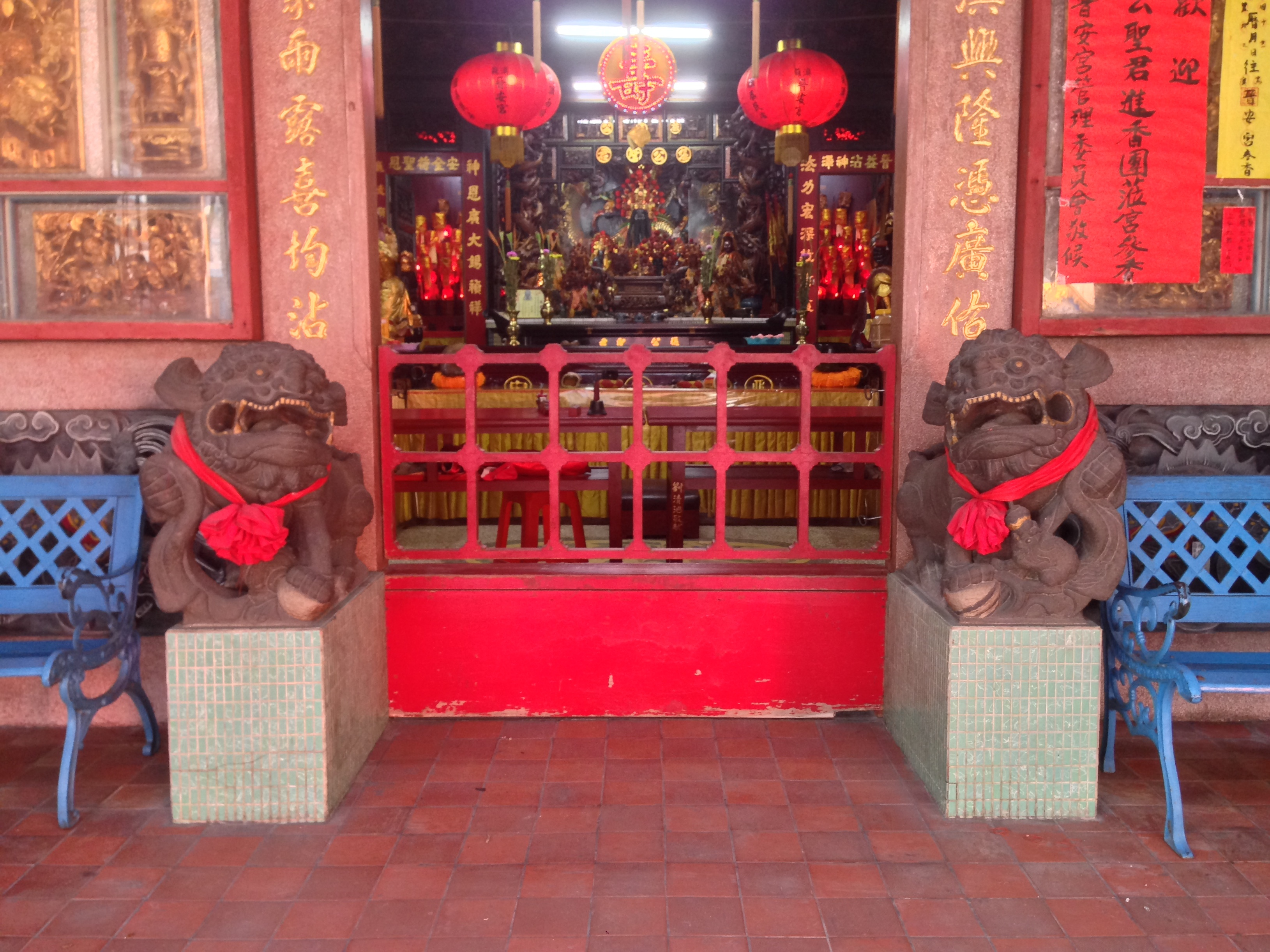
石獅

廟宇對面的蘇南路，有「怕某巷」之稱，也就是畏妻，趣談是與此廟門的一對石獅子擺成母左公右有關。
學者對於為何石獅子擺法不同於傳統男左女右的擺法有三種推論。人類學者邱水金表示，此石獅子是從蘇澳國中附近的蘇澳神社所取下來，原先就是母獅在左，可能是日本國情如此。另一說是，石獅子是台灣師傅刻的，故意把方位弄錯，借此詛咒日軍戰敗。第三說，像臺北孔子廟附近一間廟宇一樣，是雕刻師傅搞錯，將錯就錯的結果。另外，他表示親戚住在蘇南路卻不怕妻子，可見只是附會之說。

## 祭祀
此廟為蘇澳地區十里的主母廟。農曆三月初八舉行張公千秋慶典。
蘇澳晉安宮法主公與冬山振興宮（火燒城）三山國王，分別是泉州裔與潮州裔的守護神，二地居民互不相讓，流傳的神話也互不相讓。相傳位處山腳下的張公，憂心信徒上山拓墾遭泰雅族出草，經常上山巡察保護，主張嚴懲原住民；振興宮的三山國王主張應以感化、懷柔的方式招安原住民。神明見解不同，相約鬥法，法主公三兄弟會上三山國王三兄弟，次日信徒發現，三山國王中三王的纓帽掉落，張公聖君三君的小腿有一道小疤痕，沒有分出高下。
2001年時，蘇澳晉安宮打造三對長三十公分、寬十二公分，以麻竹根製成的巨型筊杯供神明專用。2002年，廟方從福建永泰法主張公廟祖廟分香迎回一尊虎爺供奉。2004年，廟方分赴四川梓潼七曲山大庙迎文昌帝君、福建永春法主公祖廟安排入神接香，並由福建雕刻師蔡清鎮以牛樟木製作神像，由立委林建榮和宜蘭市長呂國華開光。蘇澳國小的國樂社也會到晉安宮前演奏，為文昌帝君祝壽。